# Hertog van Wellington

Wapen van de Hertogen van Wellington. Het hartschild met de Britse "Union Jack" is een augmentatie of eerbewijs.

Hertog van Wellington is een Britse erfelijke adellijke titel die op 11 mei 1814 werd toegekend aan Arthur Wellesley, markies van Wellington.
De hertogen van Wellington voeren ook de titels prins van Waterloo (Nederland, 1815), hertog van Ciudad Rodrigo (Spanje, 1812), hertog van Vittoria en markies van Torres Vedras (Portugal, 1812) en graaf van Vimeiro (Portugal, 1811).

## Hertogen van Wellington
1. Arthur Wellesley, 1e hertog van Wellington (1769-1852), versloeg Napoleon bij Waterloo
2. Arthur Richard Wellesley, 2e hertog van Wellington (1807-1884), zoon van de 1e hertog
3. Henry Wellesley, 3e hertog van Wellington (1846-1900), zoon van Charles Wellesley, tweede zoon van de 1e hertog
4. Arthur Charles Wellesley, 4e hertog van Wellington (1849-1934), broer van de 3e hertog
5. Arthur Charles Wellesley, 5e hertog van Wellington (1876-1941), zoon van de 4e hertog
6. Henry Valerian George Wellesley, 6e hertog van Wellington (1912-1943), zoon van de 5e hertog
7. Gerald Wellesley, 7e hertog van Wellington (1885-1972), broer van de 5e hertog
8. Arthur Valerian Wellesley, 8e hertog van Wellington (1915-2014), zoon van de 7e hertog
9. Arthur Charles Valerian Wellesley, 9e hertog van Wellington (1945), zoon van de 8e hertog